# Mysi agenci
Stefan Malutki II lub Stefan Malutki 2 (hiszp. El Ratón Pérez II, ang. The Hairy Tooth Fairy II 2008) – argentyńsko-hiszpański film animowany.
Kontynuacja animacji "Stefan Malutki" z 2006 r. opowiadającej o odważnej myszy, która, według legendy, zabiera dziecięce zęby zostawiając w zamian monety.

## Obsada

### Wersja argentyńska
- Ana Maria Orozco – Pilar
- Fabián Mazzei – Santiago
- Delfina Varni – Lucía
- Nicolas Torcanowsky – Ramiro
- Diego Gentile – Pipo
- Joe Rigoli – Morientes
- Mariano Chiesa – Fugaz
- Enrique Porcellana – Gordo

i inni

### Wersja hiszpańska
Nagranie dialogów: EXA Madrid

Reżyseria dubbingu: Antonio Lara

Wystąpili:
- Alicia Laorden – Pilar
- Toni Mora – Santiago
- Carla Lopez – Lucía
- Klaus Stroink – Ramiro
- Jordi Pons – Pipo
- Antonio Lara – Fugaz
- Carles Canut – Gordo
- Fran Perea – Ratón Pérez
- Paz Padilla – María Laucha / Esposa de Gordo
- Aleix Estadella – Ratón S
- Miguel Angel Jenner – Rata
- Enriqueta Linares – Carmen
- Toni Lara – Niño 2
- Javier Amilibia - Różne głosy
- Manuel Osto - Różne głosy
- Carlos Vicente - Różne głosy
- Luis Garcia Marquez - Różne głosy
- Gloria Cano - Różne głosy
- Roser Aldabo - Różne głosy
- Esther Farreras - Różne głosy
- Meritxell Ane - Różne głosy
- Carla Torres - Różne głosy

i inni

### Wersja polska
Wersja polska: STUDIO PRL na zlecenie Kino Świat

Reżyseria: Cezary Morawski

Wystąpili:
- Tomasz Kot – Stefan
- Izabella Bukowska – Lola
- Anna Zagórska – Mariola
- Jacek Lenartowicz – Stach
- Cezary Morawski – Don Podlov
- Paweł Szczesny – Pan Gunther
- Anna Apostolakis – Adelajda
- Brygida Turowska − Bratek

i inni